# Synema hildebrandti
Synema hildebrandti là một loài nhện trong họ Thomisidae.
Loài này thuộc chi Synema. Synema hildebrandti được Maria Dahl miêu tả năm 1907.